# Reactor nuclear económico simplificado de agua en ebullición

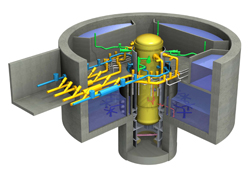
Vista en corte del diseño de contención del reactor ESBWR de GE-Hitachi Nuclear Energy.

El reactor conocido como Reactor Económico Simplificado de Agua en Ebullición (en inglés: Economic Simplified Boiling Water Reactor, ESBWR) es un  reactor de Generación III+  pasivamente seguro derivado del Reactor Simplificado de Agua en Ebullición (en inglés: Simplified Boiling Water Reactor, SBWR) y del  Reactor Avanzado de Agua en Ebullición (en inglés: Advanced Boiling Water Reactor, ABWR). Todos están diseñados por GE Hitachi Nuclear Energy (GEH), y están basados en diseños previos del reactor de agua en ebullición (en inglés: Boiling Water Reactor, BWR) previos.

## Sistema pasivo de seguridad
Los sistemas pasivos de seguridad en un ESBWR operan sin usar  bombas de ninguna clase, por lo tanto aumentando la seguridad, integridad y confiabilidad del diseño, mientras que simultáneamente reducen el costo total del reactor. También usa la circulación natural para la recirculación del refrigerante al interior del  recipiente de presión del reactor (en inglés: Reactor Pressure Vessel, RPV); no existen bombas de recirculación y ninguna tubería, fuentes de energía,  intercambiadores de calor e instrumentación y controles asociados.
Los sistemas pasivos de seguridad incluyen una combinación de tres sistemas que permiten una eficiente transferencia del  calor por desintegración desde el  reactor hacia las  piscinas de agua al exterior del  contenimiento - el  Sistema de Condensación Aislado, el Sistema de Refrigeración por Gravedad, y el Sistema Pasivo de Refrigeración del Contenimiento (en inglés respectivamente: Isolation Condenser System, Gravity Driven Cooling System, Passive Containment Cooling System). Estos sistemas utilizan la circulación natural basados en las leyes de la física para transferir el calor provocado por la desintegración hacia al exterior del contenimiento mientras se conserva el inventario del agua al interior del reactor, manteniendo al combustible nuclear sumergido en agua y enfriado adecuadamente.
En los casos donde la Frontera de Presión del Refrigerante del Reactor (en inglés: Reactor Coolant Pressure Boundary, RCPB) permanece intacta, el Sistema de Condensación Aislado (en inglés: Isolation Condenser System, ICS) es usado para remover el calor provocado por la desintegración del combustible nuclear en el reactor y lo transfiere al exterior del contenimiento. El ICS es un sistema de ciclo cerrado que conecta el recipiente de presión del reactor a un intercambiador de calor localizado en la parte superior del edificio del reactor. El vapor deja el reactor a través de las tuberías del ICS y viaja a los intercambiadores de calor del ICS que están sumergidos en una gran piscina. El vapor es condensado en los intercambiadores de calor y el condensado que es más pesado fluye de regreso al reactor para completar el ciclo de enfriamiento. El refrigerante del reactor es reciclado a través de este proceso de flujo para proporcionar una refrigeración continua y un reabastecimiento de agua para el núcleo del reactor.
En casos donde el RCPB no permanece intacto y el inventario de agua en el núcleo está siendo perdida, el Sistema Pasivo de Refrigeración del Contenimiento (en inglés: Passive Containment Cooling System, PCCS) y el Sistema de Refrigeración por Gravedad (en inglés: Gravity Driven Cooling System, GDCS) trabajan en conjunto para mantener el nivel de agua en el núcleo y remover el calor generado por la desintegración desde el reactor y transferirlo hacia el exterior del contenimiento.
Si el nivel de agua al interior del recipiente de presión del reactor cae más abajo de un nivel predeterminado debido a la pérdida del volumen de agua, el reactor es despresurizado y el GDCS es iniciado. Este consiste en grandes piscinas de agua al interior del contenimiento localizadas en la parte superior del reactor que están conectadas al recipiente de presión del reactor. Cuando el sistema GDCS es iniciado, la gravedad fuerza al agua a fluir hacia abajo desde las piscinas hacia el reactor. El tamaño de las piscinas está dimensionado para que puedan proveer la suficiente cantidad de agua de reposición que mantenga el nivel de agua por sobre el combustible nuclear. Después de que el reactor ha sido despresurizado, el calor por desintegración es transferido al contenimiento ya que el agua al interior del reactor ebulliciona y sale desde el recipiente de presión del reactor hacia el contenimiento en forma de vapor.
El sistema PCCS consiste de un conjunto de intercambiadores de calor localizados en la parte superior del edificio del reactor. El vapor proveniente desde el reactor se eleva a través del contenimiento hacia los intercambiadores de calor del PCCS donde el vapor es condensado. A continuación el agua condensada fluye desde los intercambiadores de calor del PCCS de regreso a las piscinas del GDCS donde se completa el ciclo y drena de vuelta hacia el recipiente de presión del reactor.
Los intercambiadores de calor de tanto el ICS como el PCCS están sumergidos en una piscina de agua lo suficientemente grande como para proporcionar 72 horas de capacidad de remoción del calor generado por la desintegración. La piscina está ventilada hacia la atmósfera y está localizada al exterior del contenimiento. La combinación de estas características permite que la piscina pueda ser rellenada fácilmente con agua de reposición a baja presión y con conexiones preinstaladas.
El núcleo del reactor es más corto que el de las centrales con reactores de agua en ebullición convencionales para reducir la caída de presión sobre el combustible, y permitiendo así la circulación natural. Existen 1.132 manojos de  barras de combustible y la potencia termal es de 4.500 MWth en el SBWR estandarizado. La potencia nominal de verano está medida en 1.575-1-600 MWe, eficiencia Carnot total para la planta de aproximadamente un 35%.
En el caso de un accidente, el ESBWR puede permanecer en un estado seguro y estable por 72 horas sin ninguna acción por parte de los operadores o abastecimiento de energía eléctrica externa. Debajo del recipiente del reactor existe una estructura de tuberías que permite el enfriamiento del núcleo durante un accidente muy grave. Estas tuberías facilitan la refrigeración por arriba y por debajo del núcleo derretido mediante el uso de agua. El  análisis probabilístico de riesgo hecho por la GEH indica que un evento de daño del núcleo ocurriría no más de una vez en 59 millones de años.

## Proceso de revisión del diseño por parte de la NRC
El diseño del ESBWR recibió un Informe de Evaluación de Seguridad positivo y una Aprobación Final del Diseño el 9 de marzo de 2011. El 7 de junio de 2011 la  Comisión Reguladora Nuclear completó su período público de comentarios. La certificación final del diseño fue fijada para el otoño del 2011.